# Мактум ібн Буті
Мактум ібн Буті Аль Мактум (араб. مكتوم بن بطي آل مكتوم) або Мактум I (пом. 1852) — засновник і перший правитель емірату Дубай, засновник династії Аль-Мактум.

## Історія
Шейх Мактум ібн Буті був вихідцем з Абу-Дабі, з якого виїхав в 1833 році на чолі 800 представників роду "аль-бу-Фалаш" з племені Бені Йас і оселився в Дубаї. Дубай на той час (початок XIX століття) був невеликим містечком на узбережжі Перської затоки. 9 червня 1833 року Мактум ібн Буті проголошує створення незалежного шейхства Дубай, територія якого раніше входила в Абу-Дабі. Відомо, що на момент створення цієї нової держави шейх Мактум був ще дуже молодий, проте він зумів виявити достатньо політичної сміливості та спритності, щоб відстояти його. У роки його правління були підготовлені договори з Великобританією «Про вічний мир на морі» (у 1835 і в 1853 роках), а також угоду про заборону работоргівлі. Так з'явилася нова назва для території південного узбережжя Перської затоки - Договірний Оман, або "Договірний берег" (англ. "Trucial Coast"), що раніше іменувалася "Піратським берегом". При Мактумі ібн Буті Дубай стає протекторатом Великої Британії. У роки його правління основним джерелом доходів шейхства була торгівля, насамперед перли. Мактум ібн Буті також боровся з традиційним у цих місцях піратством і практично витіснив його.
Спадкоємцем і наступником на троні Дубая після смерті Мактума ібн Буті, в 1852 році, став його брат Саїд ібн Буті.